# 托素湖
托素湖是一个位于中国青海省海西州德令哈市怀头他拉镇的湖泊，面积约为240平方千米。